# Gerry Henry
Gerry Henry (5 tháng 10 năm 1920 – 1979) là một cầu thủ bóng đá thi đấu cho Leeds United, Bradford Park Avenue, Sheffield Wednesday và Halifax Town. Sau đó ông trở thành huấn luyện viên ở Halifax.